# Best.Worst.Weekend.Ever.
Best.Worst.Weekend.Ever. è una miniserie televisiva statunitense prodotta da Netflix. La prima stagione, costituita da otto episodi, è stata pubblicata il 19 ottobre 2018. Il trailer è stato pubblicato il 10 ottobre 2018.

## Sinossi
Un gruppo di ragazzi decide di trascorrere l'ultimo fine settimana prima del liceo partecipando a una fiera del fumetto.

## Puntate
| nº | Titolo originale | Titolo italiano | Pubblicazione USA | Pubblicazione Italia |
| -- | ---------------- | --------------- | ----------------- | -------------------- |
| 1  | Issue 1          | Numero 1        | 19 ottobre 2018   | 19 ottobre 2018      |
| 2  | Issue 2          | Numero 2        | 19 ottobre 2018   | 19 ottobre 2018      |
| 3  | Issue 3          | Numero 3        | 19 ottobre 2018   | 19 ottobre 2018      |
| 4  | Issue 4          | Numero 4        | 19 ottobre 2018   | 19 ottobre 2018      |
| 5  | Issue 5          | Numero 5        | 19 ottobre 2018   | 19 ottobre 2018      |
| 6  | Issue 6          | Numero 6        | 19 ottobre 2018   | 19 ottobre 2018      |
| 7  | Issue 7          | Numero 7        | 19 ottobre 2018   | 19 ottobre 2018      |
| 8  | Issue 8          | Numero 8        | 19 ottobre 2018   | 19 ottobre 2018      |